# Кашин, Леонид Андреевич
Леонид Андреевич Кашин (23 июля 1920, дер. Акишево, ныне Кинешемского р-на Ивановской обл — 12 февраля 2002, Москва) — советский и российский инженер-геодезист, кандидат технических наук. Стоял у истоков создания топографических карт Кавказа, был организатором топографо-геодезической службы на Северном Кавказе. Работал над картографированием Туапсинского региона, отвечал за топографо-геодезическое обеспечение СССР. Являлся председателем комиссии по съемке и картографированию Луны и других планет.

## Биография
Родился в рабочей семье в 1920 году.
Трудовую деятельность начал в 1941 году — работал техником вычислителем в ЦНИИГАиК. С началом Великой Отечественной войны (с июля по октябрь 1941 года) находился на инженерно-геодезических изысканиях при строительстве военных аэродромов. В 1942—1943 годах выполнял полевые топографические и геодезические работы в Московском аэрогеодезическом предприятии. В 1944 году окончил Московский государственный университет геодезии и картографии (МИИГАиК) по астрономо-геодезической специальности. Затем работал инженером, начальником базисной партии бывшего Южного аэрогеодезического предприятия ГУГК.
С января 1945 года работал во вновь организованном Северо-Кавказском аэрогеодезическом предприятии: старший инженер, начальник вычислительного цеха и камерального производства, с мая 1951 года — главный инженер.
С февраля 1959 года — главный инженер Казахского аэрогеодезического предприятия (г. Алма-Ата).
С 1966 — заместитель начальника и главный инженер Главного управления геодезии и картографии Министерства геологии СССР. В 1970 году защитил кандидатскую диссертацию.
С организацией Главного управления геодезии и картографии при Совете Министров СССР (ГУГК при СМ СССР) — заместитель, а в 1972 года первый заместитель его начальника. На этом посту руководил топографо-геодезическими работами СССР, внешними сношениями с зарубежными странами, вопросами перспективного планирования и научно-технического прогресса в отрасли. Неоднократно возглавлял советские делегации на Конгрессах Международного фотограмметрического общества, региональных Картографических конференциях ООН, симпозиумах и совещаниях Геодезических служб социалистических стран. В 1978 председатель Оргкомитета Международного симпозиума по фотограмметрии, а в 1982 — курсов ООН, проведенных в Москве.
В декабре 1986 года вышел на пенсию, но до 30 июня 1988 года работал старшим научным сотрудником Геодезического отдела ЦНИИГАиК. Участвовал в решении задачи уравнивания астрономо-геодезической сети СССР. Позже занимался общественной и научно-просветительской деятельностью, участвовал в создании школьного музея Луговской средней школы, читал лекции ученикам.
Урна с прахом захоронена в колумбарии на Ваганьковском кладбище.

## Трудовые заслуги
Автор двух изобретений. Автор около 130 научных работ и публикаций по проблемам теории, технологии, планирования и организации топографо-геодезических работ, методам геодезических работ, по вопросам технического прогресса в топографо-геодезическом и картографическом производстве, а также по истории геодезии, о выдающихся геодезистах: А. В. Пастухове, М. Д. Бонч-Бруевиче, А. А. Михайлове, Ф. В. Дробышеве, Ф. Н. Красовском и др.
При непосредственном участии Л. А. Кашина значительно продвинулись вперед или появились такие направления, как космическая геодезия, картографирование Луны и планет, съемки шельфа и дна
мирового океана, геодезия криосферы, картографирование Антарктиды, изучение современных движений земной коры, изучение причин и предсказание землетрясений.

## Увековечивание памяти
В феврале 2004 году гора Лысая (координаты 44 0 07,5’ северной широты и 39 0 26,2’ восточной долготы, абсолютная высота 1425 м), что на границе Большого Сочи и Туапсинского района, переименована в гору Кашина в честь Леонида Андреевича Кашина (Постановление Правительства РФ № 75 от 12 февраля
2004 года).
В декабре 2004 года на основании решения Совета народных депутатов Камчатской области в память о выдающемся геодезисте и писателе Г. А. Федосееве, его проводнике С. Г. Трифонове (Улукиткане), топографах-геодезистах Л. А. Кашине, И. А. Кутузове и гидрографе Ф. Д. Зенькове безымянным горным вершинам острова Беринга (Командорские острова) с координатами 54 0 57,5’ северной широты, 166 0 17,5’ восточной долготы и абсолютной высотой 743,4 м было присвоено наименование «гора Кашина».